# Albéric Magnard
Lucien Denis Gabriel Albéric Magnard (París, 9 de junio de 1865 – Baron, Oise, 3 de septiembre de 1914) fue un compositor francés, a veces conocido como «el Bruckner francés», aunque hay diferencias significativas entre ambos compositores. Magnard se convirtió en un héroe nacional en 1914 cuando se negó a entregar su propiedad a los invasores alemanes y murió defendiéndola.

## Biografía
Albéric Magnard nació en París, hijo de Francis Magnard (1837-94), un autor de éxito y editor de Le Figaro y de Émilie Bauduer (1837-69), en una familia acomodada que le hubiera permitido optar por vivir una vida cómoda. Después del servicio militar y de graduarse en la escuela de derecho, tras asistir a una representación de Tristán e Isolda en Bayreuth, decidió emprender una carrera musical basada exclusivamente en su talento y sin ninguna ayuda de los contactos familiares, ya que no le gustaba ser llamado «fils du Figaro». Ingresó en el Conservatorio de París, donde estudió contrapunto con Théodore Dubois y asistió a las clases de Jules Massenet. Allí conoció a Vincent d'Indy, con quien estudió fuga y orquestación durante cuatro años, escribiendo sus primeras dos sinfonías bajo su tutela. Magnard le dedicó su Sinfonía n.º 1 y a ambos les unió una gran amistad, pese a sus diferencias políticas y religiosas.
François Magnard hizo lo que pudo para apoyar la carrera de Albéric, tratando de respetar el deseo de su hijo al hacerlo por su cuenta. Eso incluyó publicidad en Le Figaro. Con la muerte de su padre en 1894, Albéric Magnard sintió una mezcla de gratitud y disgusto simultáneos por su padre. El 15 de febrero de 1896, Magnard se casó con Julie Creton en París, con quien tuvo dos hijas, Eva, en 1901, y Ondine, en 1904. Magnard dedicó su obra Himno a Venus a su esposa y ese mismo año compuso su tercera (y más famosa) Sinfonía, y comenzó a enseñar como profesor de contrapunto en la Schola Cantorum de París (fundada en 1894 par Charles Bordes, Alexandre Guilmant y d'Indy).
Magnard publicó muchas de sus propias composiciones a sus propias expensas, desde el opus 8 al 20. Al igual que las obras de Paul Dukas y Henri Dutilleux, la producción musical de Magnard contaba con apenas 21 obras con número de opus. Compuso cuatro sinfonías —con una rica orquestación, digna de César Franck, como la Sinfonía n.º 3 op. 11 (1895-96) y la majestuosa Sinfonía n°. 4 (1911-13)—; un Chant funèbre para orquesta op. 9 (1895), muy emotivo, dedicado a la memoria de su padre; una Sonata para violín y piano, que fue interpretada a menudo por Eugene Ysaÿe y Raoul Pugno; una Sonata para violonchelo; un Trío con piano; un Cuarteto de cuerda; un Quinteto para vientos y piano; así como obras líricas: Yolande, ópera en un acto terminada en 1892; Guercœur y Berenice, tragedias en música completadas, respectivamente, en 1900 y 1909. Berenice fue representada en 1911. Maurice Boucher, un antiguo alumno de la École Normale Supérieure, consagró un libro a esta ópera después de la Primera Guerra Mundial. Alberic Magnard también escribió algunas crónicas musicales para Le Figaro.
En 1914, al comienzo de la Primera Guerra Mundial, Magnard envió a su esposa y a sus dos hijas a un lugar seguro a esconderse, quedándose él para proteger el patrimonio de Manoir de Fontaines, en Baron, Oise. Cuando los soldados alemanes traspasaron los límites de su propiedad, les disparó, matando a uno de ellos, y ellos le devolvieron los disparos incendiando la casa. Se cree que Magnard murió en el fuego, pero su cuerpo no pudo ser identificado en los restos, que fueron enterrados en el cementerio de Passy.
El fuego destruyó decenas de inéditos de Magnard, como la partitura orquestal de su temprana ópera Yolande, la partitura orquestal de Guercoeur (la reducción para piano ya se había publicado, y la partitura orquestal del segundo acto aún se conserva) y un ciclo de canciones más recientes.
Guy Ropartz, amigo suyo desde el Conservatorio y que había dirigido un concierto en Nancy del tercer acto de Guercoeur en febrero de 1908, reconstruyó con la reducción de piano publicada y con auxilio de su memoria la orquestación de los actos que se habían perdido en el fuego. La Ópera de París programó el tardío estreno mundial en 1931. (La grabación completa de Guercoeur fue publicada por EMI Angel/Pathé Marconi en 1990. Cuenta con Hildegard Behrens, Nadine Denize, José van Dam y Gary Lakes, con la Orchestre du Capitole de Toulouse, dirigida por Michel Plasson.)
El estilo musical de Magnard es el típico de los compositores franceses contemporáneos, pero, de vez en cuando, como en las cuatro sinfonías terminadas, hay pasajes que presagian la música de Gustav Mahler. Su uso de la forma cíclica y la incorporación ocasional de corales en sus obras le valieron el apodo de «el Bruckner francés». Aunque Bruckner utilizó formas cíclicas mucho antes de que d'Indy hiciese suya casi como "marca registrada" el concepto al que dio nombre César Franck, el manejo de Magnard de la forma cíclica es más franckiano que bruckneriano. En sus óperas, Magnard utiliza la técnica del leitmotiv de Richard Wagner.
Magnard no escribió mucha música de cámara, ya que su obra completa no es grande, con apenas algo más de 20 piezas publicadas con número de opus. Las obras de cámara incluyen un cuarteto de cuerda, un quinteto para piano y vientos, un trío de piano, una sonata para violín (en sol mayor, opus 13) y una sonata para chelo (en la mayor, opus 20). Algunas obras más fueron publicadas póstumamente, como los Quatre Poèmes en musique, cuatro canciones para barítono y piano.
La vida de Magnard estuvo marcada por una serie de compromisos: dedicó su Cuarta Sinfonía a una organización feminista y dimitió del ejército como dreyfusista . Su Hymne à la justice fue dedicado realmente al capitán Dreyfus.

De carácter más bien meditativo, orgulloso, altivo, Alberic Magnard fue toda su vida suspicaz con las expresiones de admiración, salvo las de su círculo de amigos. Aún más dañino, se dice que exclamó un día: «El artista que no saca su fuerza de la abnegación está cerca de su muerte o en desgracia». En resumen, que hizo todo lo posible para ignorar al público en general. Y eso es lo que le sucedió. De todos los compositores franceses de su época, es sin duda el más desconocido. Su obra, sin embargo, además de representar un jalón esencial en el camino que conduce desde el siglo XiX al XX (nótese, por ejemplo, el aspecto stravinskiano de la Sonata para violonchelo), es magnífico.
D'un caractère plutôt méditatif, fier, altier, Albéric Magnard fut toute sa vie suspicieux des expressions d'admiration, hors celles issues de son petit cercle d'amis. Fait plus dommageable, il est connu pour s'être exclamé un jour : “L'artiste qui ne puise pas sa force dans l'abnégation est ou près de sa mort ou près du déshonneur.” Bref, il fit tout pour être ignoré du grand public. Et c'est ce qui lui advint. De tous les compositeurs français de son époque, il est certainement le plus méconnu. Son œuvre pourtant, outre qu'elle constitue un jalon essentiel sur le chemin qui mène du XIXe au Xe siècles (on songe, par exemple, à l'aspect “stravinskien” de la sonate pour violoncelle), est magnifique.
D'après Francis Pott, présentation des symphonies nos 3 et 4 - Hyperion

## Obras
- Trois pièces pour piano, opus 1:
- Suite dans le style ancien, para orquesta,  opus 2;
- Six poèmes para voz y piano, opus 3  (1. À Elle - 2. Invocation - 3. Le Rhin allemand -  4. Nocturne -  5. Ad fontem -  6. Au poète);
- Symphonie n° 1 (1889) opus 4;
- Yolande, opera (1888-91), opus 5;
- Symphonie n° 2 (1892–93, rev. 1896) opus 6;
- Promenades, para piano, opus 7;
- Quintette para flauta, clarinete, oboe, basson y piano, opus 8 (edición Salabert);
- Chant funèbre (1895), opus 9;
- Overture, opus 10;
- Symphonie n° 3 (1895–96), opus 11;
- Guercoeur, ópera (1897-1900), opus 12;
- Sonate pour violon (y piano) (1901), opus 13;
- Hymne à la justice ' (1902), opus 14;
- Quatre poèmes para barítono y piano, opus 15;
- Quatuor à cordes (1902-03), opus 16;
- Hymne a Venus, opus 17;
- Trio pour piano (1904), opus 18;
- Bérénice, ópera (1905-09), opus 19;
- Sonate pour violoncelle (1910) opus 20;
- Symphonie n°4 , opus 21 (1913);
- Douze poèmes en Musique, opus 22;
- En Dieu mon esperance;
- À Henriette;